# Сквилаче (Катанцаро)
Сквилаче (итал. Squillace) је насеље у Италији у округу Катанцаро, региону Калабрија.
Према процени из 2011. у насељу је живело 1639 становника. Насеље се налази на надморској висини од 290 м.

## Становништво
Према резултатима пописа становништва 2011. у општини је живело 3.400 становника.
| 1931. | 1936. | 1951. | 1961. | 1971. | 1981. | 1991. | 2001. | 2011. |
| ----- | ----- | ----- | ----- | ----- | ----- | ----- | ----- | ----- |
| 2.902 | 2.863 | 3.391 | 3.164 | 3.077 | 3.019 | 3.144 | 3.189 | 3.400 |